# Бенсон, Герберт
Герберт Бенсон (англ. Herbert Benson; 24 апреля 1935 — 3 февраля 2022) — американский кардиолог, профессор Гарвардской медицинской школы, практикующий врач в Медицинском комплексе Бет-Изрейл. Одним из первых начал научное изучение воздействия медитации на организм, в ходе которого предложил концепцию ”реакция релаксации” (англ. The Relaxation Response). В рамках исследования по эффективности молитвы (англ. Efficacy of prayer) руководил проектом по «Изучению терапевтического эффекта ходатайственной молитвы» (Study of the Therapeutic Effects of Intercessory Prayer, STEP). Бенсон также является одним из основоположников “медицины ума и тела” (mind-body medicine) (англ. Mind–body interventions); основал Медицинский Институт «Ума и Тела» (Mind/Body Medical Institute) при Гарвардской медицинской школе, и Бенсон-Генри Институт по Медицине «Ума и Тела» (Benson-Henry Institute for Mind Body Medicine) при Массачусетской главной больнице. Состоит в совете правления «Американского Института по изучению стресса» (The American Institute of Stress). Автор более 190 научных статей и 12 книг.

## Биография
Родился в Йонкерсе, штат Нью-Йорк 24 апреля 1935 года. В 1957 году получил степень бакалавра по биологии в Уэслианском Университете, в 1961 году степень Доктора Медицинских Наук в Гарвардской медицинской школе. После этого, в течение нескольких лет, работал в Медицинском Центре Харборвью (англ. Harborview Medical Center) при Вашингтонском университете, в Национальном Институте по изучению сердца, лёгких и крови (англ. National Heart, Lung, and Blood Institute), в Университете Пуэрто-Рико, в Бостонской Городской Больнице (англ. Boston City Hospital). С 1969 года преподаёт в Гарвардской медицинской школе, где получил должность доцента (1970 год) и затем профессора (1992 год). С 1977 по 1987 год также преподавал в Медицинском комплексе Бет-Изрейл, а с 1990 по 1997 читал лекции по медицине и религии в Школе Теологии Эндовер Ньютона (англ. Andover Newton Theological School). С 1974 года Бенсон практикующий врач в Медицинском комплексе Бет-Изрейл.
В 1988 году Бенсон основывает Медицинский Институт «Ума и Тела» (Mind/Body Medical Institute) при Гарвардской медицинской школе. В 2006 году, он основывает и становится директором Бенсон-Генри Института Медицины «Ума и Тела» (Benson-Henry Institute for Mind Body Medicine) при Массачусетской главной больнице.
Скончался Бенсон 3 февраля 2022 года в медицинском комплексе «Бет-Изрейел» Нью-Йорка.

### Личная жизнь
Бенсон был женат на Мэрилин Бенсон. У них двое детей, Дженифер и Грегори.

## Научные исследования
Бенсон является одним из основоположников «медицины ума и тела» (mind-body medicine). В его исследованиях, разум и тело представляют собой единую систему, в которой медитативная практика может играть существенную роль для снятия стресса.

### Реакция релаксации
В 1975 году Г.Бенсон, в соавторстве с Мириам З.Клиппер (Miriam Z. Klipper), публикует книгу ”Реакция Релаксации” (англ. The Relaxation Response) в которой предлагает концепцию «реакции релаксации» для научного объяснения воздействия медитации на организм. По словам самого Бенсона книга представляет собой исследование Трансцендентальной Медитации и «не претендует на открытие, но лишь на простое научное подтверждение древней мудрости» («We claim no innovation but simply a scientific validation of age-old wisdom»). Таким образом, под «реакцией релаксации» понимается способность тела стимулировать расслабление мышц и органов. Для Бенсона «реакция релаксации» является противоположностью реакции «бей или беги» предложенной в 1920-х годах Уолтером Кенноном. Согласно Бенсону более 60 процентов всех медицинских визитов связано со стрессом. В ходе стресса в действие вступает реакция «бей или беги», которая провоцирует выделение в кровь гормонов адреналина и норадреналина. Как следствие, физические проявления могут включать в себя повышенное давление, головные боли, бессонницу, кишечные расстройства, хронические боли в пояснице, а также сердечные приступы, инсульты и рак.
В своём исследовании Бенсон излагает методику, которая позволяет спровоцировать в организме «реакцию релаксации». Ключевыми элементами этой методики являются расслабленная поза и ментальное упражнение (простое повторяющееся слово, фраза или действие, которое приведёт к приостановке мыслительного процесса. Конечной целью является активировать парасимпатическую нервную систему которая отвечает за расслабление организма (англ. Relaxation technique).
Бенсон выделяет шесть этапов техники «реакции релаксации».

1. Спокойно сесть в удобной позе.
2. Закрыть глаза.
3. Расслабить мышцы всего тела, начиная с ног и заканчивая лицом. Сохранять тело расслабленным.
4. Дышать через нос. Сосредоточиться на своём дыхании. На выдохе сказать про себя, произнести слово «один» (или любое другое простое слово, желательно лишённое смысла, чтобы избежать возникновение мыслей). Продолжать произносить про себя выбранное слово на выдохе. Например: вдох — выдох, «один», — вдох — выдох, «один», и т. д. Дышать спокойно и естественно.
5. Продолжать в течение 10-20 минут. Можно открывать глаза чтобы проверить время, но не нужно устанавливать будильник. После того как вы закончили, посидите спокойно несколько минут сначала с закрытыми, затем с открытыми глазами. Не вставайте в течение нескольких минут.
6. Не волнуйтесь о том достигните ли вы высокого уровня в технике релаксации. Сохранение расслабленной позы во время упражнения позволит вам со временем достичь успехов. Если во время упражнения у вас появляются посторонние мысли, не останавливайтесь на них, а просто старайтесь их игнорировать.

С опытом, реакция релаксации будет наступать всё быстрее и быстрее. Делайте упражнение один или два раза в день, но не раньше чем через 2 часа после любой еды (так как, согласно наблюдениям, пищеварительный процесс препятствует «реакция релаксации»).
Вместе с Робертом К.Уоллесом (Robert Keith Wallace), Бенсон установил что «реакция релаксации» уменьшает метаболизм, частоту дыхания и сердцебиения, а также уменьшает мозговую активность. В интервью с ABC News, Бенсон добавил что иммунная система также работает лучше когда расслаблена. Учёный в частности добавил что двадцать целенаправленных глубоких диафрагмальных вдохов в день достаточны чтобы добиться подобного эффекта. Согласно упомянутому в 1986 году The New York Times' национальному опросу, книга «Реакция Релаксации» заняла первое место среди книг о самопомощи рекомендуемых психологами для своих пациентов.

### «Изучение терапевтического эффекта ходатайственной молитвы»
В 1998 году, Бенсон начал проект Изучения терапевтического эффекта ходатайственной молитвы (англ. Study of the Therapeutic Effects of Intercessory Prayer, STEP) (Study of the Therapeutic Effects of Intercessory Prayer, STEP). Проект был основан на исследовании эффективности ходатайственной молитвы среди пациентов, перенёсших операции по коронарному шунтированию и спонсировался John Templeton Foundation. Как было официально заявлено, целью исследований не являлось доказать или опровергнуть существование Бога. Несмотря на официальное название проекта, само исследование также было известно как «Эксперимент Великой Молитвы» (Great Prayer Experiment). Результаты опубликованные в 2006 году показали что ходатайственная молитва не имела положительного эффекта на пациентов с коронарным шунтированием.

### Переводы на русский язык
Чудо релаксации, Москва, 2004 — ISBN 5-271-07762-4

### Книги
- ”Реакция Релаксации” (“The Relaxation Response”) (англ. The Relaxation Response), 1975. ISBN 978-0-688-02955-5
- The Mind/Body Effect: How behavioral medicine can show you the way to better health, 1979. ISBN 978-0-671-24143-8
- Beyond the Relaxation Response, 1984. ISBN 978-0-425-08183-9
- Your Maximum Mind, 1987. ISBN 978-0-380-70664-8
- The Wellness Book, 1992 ISBN 978-0-671-79750-8
- Timeless Healing: The Power and Biology of Belief, 1996. ISBN 978-0-7881-5775-2
- The Relaxation Response. Updated and Expanded", (25th Anniversary Edition), 2000
- The Breakout Principle, 2003 ISBN 978-0-7432-2398-0
- Mind Over Menopause, 2004 ISBN 978-0-7432-3697-3
- Mind Your Heart, 2004. ISBN 978-0-7432-3702-4
- The Harvard Medical School Guide to Lowering Your Blood Pressure, 2006. ISBN 978-0-07-144801-7
- Relaxation Revolution, 2010. ISBN 978-1-4391-4865-5
- Mind Body Effect: How to Counteract the Harmful Effects of Stress. — Simon & Schuster, 2015. — 192 p. — ISBN 978-1-5011-4092-1.

### Статьи
- Benson, Herbert; Lehmann, John W.; Malhotra, M. S.; Goldman, Ralph F.; Hopkins, Jeffrey; Epstein, Mark D. Body temperature changes during the practice of g Tum-mo yoga (англ.) // Nature : journal. — 1982. — Vol. 295, no. 5846. — P. 234—236. — doi:10.1038/295234a0. — PMID 7035966. Архивировано 7 июля 2011 года.
- Dusek, Jeffery A.; Sherwood, Jane B.; Friedman, Richard; Myers, Patricia; Bethea, Charles F.; Levitsky, Sidney; Hill, Peter C.; Jain, Manoj K.; Kopecky, Stephen L.; Mueller, Paul S.; Lam, Peter; Benson, Herbert; Hibberd, Patricia L. Study of the therapeutic effects of intercessory prayer (STEP): Study design and research methods (англ.) // American Heart Journal[англ.] : journal. — 2002. — Vol. 143, no. 4. — P. 577—584. — doi:10.1067/mhj.2002.122172. — PMID 11923793.
- Benson, Herbert; Dusek, Jeffery A.; Sherwood, Jane B.; Lam, Peter; Bethea, Charles F.; Carpenter, William; Levitsky, Sidney; Hill, Peter C.; Clem, Donald W.; Jain, Manoj K.; Drumel, David; Kopecky, Stephen L.; Mueller, Paul S.; Marek, Dean; Rollins, Sue; Hibberd, Patricia L. Study of the Therapeutic Effects of Intercessory Prayer (STEP) in cardiac bypass patients: A multicenter randomized trial of uncertainty and certainty of receiving intercessory prayer (англ.) // American Heart Journal[англ.] : journal. — John Templeton Foundation, 2006. — Vol. 151, no. 4. — P. 934—942. — doi:10.1016/j.ahj.2005.05.028. — PMID 16569567. Архивировано 16 июня 2014 года.

### «Реакция релаксации» и медитация
- Пошаговое объяснение как вызывать “реакцию релаксации”. Дата обращения: 8 сентября 2018. Архивировано 15 февраля 2005 года. (на англ.)
- Spirituality emerges as point of debate in mind-body movement (на англ.)
- Inner Calm: Benson explains relaxation techniques on Humankind public radio (на англ.)
- Mitchell M., «Dr. Herbert Benson’s Relaxation Response. Learn to counteract the physiological effects of stress» Psychology Today, 29/03/2013 (на англ.)
- Emory M., «Dr. Herbert Benson on the Mind/Body Connection», Brain World Magazine, 15/12/2011 (на англ.)
- «Meditation changes temperatures» — Статья о гарвардском исследовании воздействия медитации на температуру тела (на англ.)

### Изучение молитвы
- [Kiesling S., T. George Harris, «The prayer war — Herbert Benson’s research on health benefits of prayer», Psychology Today, Oct. 1989] (на англ.)
- Carey B., Long-Awaited Medical Study Questions the Power of Prayer", New York Times, 31/03/2006 (на англ.)
- Weissmann, G. «NIH funding: not a prayer», The FASEB Journal, vol.20, n°9, 2006, pp.1278-1280 (на англ.)
- Gamble D., «Scientific Studies of Prayer — the good, the bad, and the really really ugly», Skeptical Science, 30/06/2013 (на англ.)
- Cromie W.J., «Prayers don’t help heart surgery patient», Harvard University Gazette, 06/05/2006 (на англ.)